# Isla Al Futaisi
Isla Al Futaisi (en árabe: الفطيسي) es una isla a unos ocho kilómetros al suroeste de Abu Dhabi en los Emiratos Árabes Unidos, con un tamaño de aproximadamente 50 kilómetros cuadrados (12.000 acres).
La mayor parte de la isla, que tiene 10 kilómetros (6,2 millas) de largo y 5 kilómetros (3,1 millas) de ancho, constituye un santuario de vida silvestre, aunque también existe un complejo para el ecoturismo construido en Futaisi.
El descubrimiento de pozos antiguos, una mezquita y un cementerio mostraron que la ocupación original de Futaisi se remonta a varios cientos de años atrás. Aunque la isla no tiene actualmente ninguna agua dulce, tiene una diversidad de flora y fauna que incluye lagartos (Uromastyx) y gacelas.
Futaisi no está conectada al continente por puentes, pero tiene un pequeño aeropuerto y un muelle.
El propietario de la isla Hamad Bin Hamdan Al Nahyan construyó en el 2004, un canal que se componía por letras latinas de su nombre en el sur de la isla a "24°20′48.32″N 54°19′57.42″E / 24.3467556, 54.3326167", que formaba la palabra "HAMAD". Cada letra eran casi de 500 metros de longitud, la anchura de la canal fue de 44 metros y el ancho total de la palabra se extendió sobre 1700 metros que le permitían que se leyera desde el espacio en imágenes aéreas o satelitales como Google Maps. El proyecto fue abandonado y las vías fluviales que la conformaban fueron removidas rellenándolas, durante en el 2013.